# Ferrari FF
Ferrari FF (FF означает «Ferrari Four», то есть четыре места и четыре ведущих колеса) — автомобиль класса Гран Туризмо, показанный Ferrari 21 января 2011 года. Его официальная презентация была проведена 1 марта 2011 года на Женевском автосалоне. В этой модели есть две принципиально новые для автомобилей, выпускаемых в Маранелло особенности — это первый полноприводник Ferrari, и её первый суперкар в кузове хетчбэк. Его разработчики из кузовного ателье Carrozzeria Pininfarina S.p.A. выбрали для трехдверного полноприводного суперкара редкую в настоящее время модификацию универсала под названием Shooting-Brake (дословный перевод — «охотничий привал»). Такой кузов обеспечивает удобство трансформации салона при стильном внешнем виде.
Ferrari FF пришёл на смену Ferrari 612 Scaglietti в модельном ряду компании. Максимальная скорость FF составляет 335 км/ч, с места до 100 км/ч машина разгоняется за 3,7 секунды. Ferrari позиционирует FF как самый быстрый полноприводный автомобиль в мире. Цена FF составляет 300 000 USD.
Самим именем модели, FF, Ferrari ясно дает понять, что этот автомобиль более практичен, чем его предшественник, 612 Scaglietti. Его система полного привода позволяет увереннее вести машину в сложных погодных условиях, таких как дождь и снег, а четыре места уже достаточно, чтобы считать FF утилитарным автомобилем.

## Двигатель
На Ferrari FF стоит самый большой по объёму двигатель, когда-либо выпускавшийся компанией — атмосферный (безнаддувный) V12 с углом развала цилиндров 65° рабочим объёмом 6,3 литра. Этот агрегат выдает мощность 660 л. с. (485,4 кВт) при 8000 оборотах в минуту и крутящий момент 683 Н·м при 6000 оборотах в минуту.

### Трансмиссия
FF оснащена 7-ступенчатой роботизированной коробкой передач DSG с двойным сцеплением, подобной тем, что стоят на Ferrari California и Ferrari 458 Italia.

### Система полного привода
Новая система полного привода, разработанная и запатентованная Ferrari, называется 4RM. Она на 50 % легче, чем обычная подобная система, и наилучшим образом передает крутящий момент на каждое из четырёх колес. Она действует, только когда переключатель режима привода установлен в положение Comfort или Snow, тогда как в остальное время автомобиль остается традиционно заднеприводным.

## Внешность

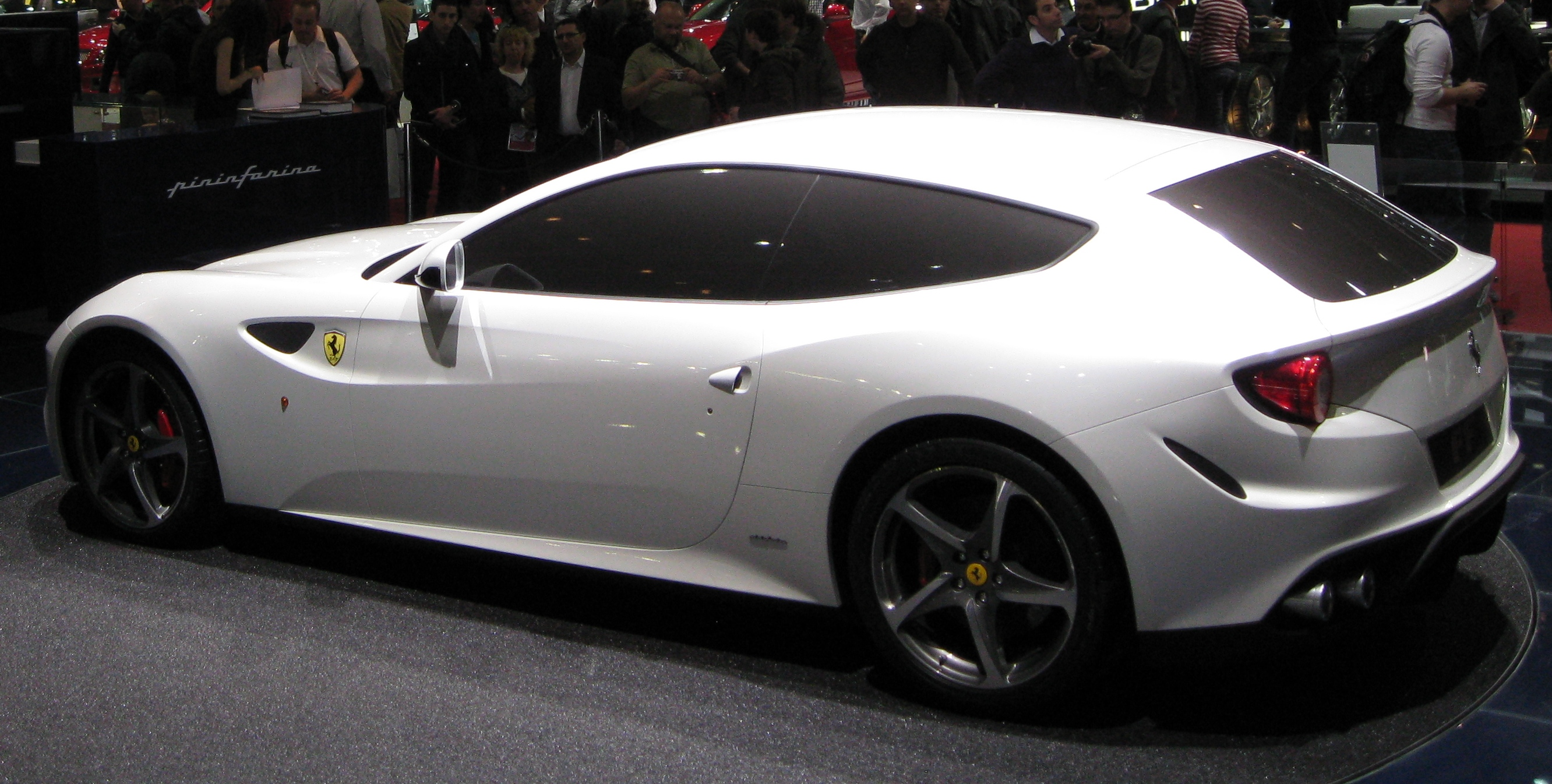
Ferrari FF на Женевском автосалоне 2011 года, вид сзади

Ferrari FF сконструирована так, чтобы в ней сразу можно было безошибочно узнать современную Ferrari. Её фары головного света почти идентичны фарам Ferrari 458 Italia. Имеются также четыре выхлопных трубы, как и у Ferrari 599 GTB Fiorano, и большая овальная радиаторная решетка. Родство с моделью 458 просматривается и в дизайне нижних юбок боковин кузова. Общий дизайн модели соответствует духу известного суперкара 1962 года Ferrari 250 GT Drogo.

## Интерьер
Сочетание дизайнов хетчбэка и универсала вкупе с разборными задними креслами дает возможность изменять объём багажника в пределах от 450 до 800 литров.